# Primo Giudici
Primo Giudici (Viggiù, 1852 – Lodi, 1905) è stato uno scultore italiano.

## Biografia
Primo Giudici studiò all'Accademia di Brera, raggiunse la notorietà con l'opera "Il primo dono" e "Ghiottone" entrambe esposte alla Mostra Nazionale del 1887 tenutasi a Venezia. Successivamente all'esposizione milanese prese parte con la scultura Il Garibaldi a Cavallo in bronzo e il Ritratto del generale Nicola Fabrizi.

## Musei
- Musei Civici di Arte e Storia di Brescia
- Musei civici viggiutesi
- Museo Identitario, Cimitero Monumentale di Milano

## Esposizioni
Nel 1895 espose alla Prima Biennale di Venezia la scultura I due orfani.

## Sculture note
- Basamento busto di Francesco Filippini con busto bronzeo di Paolo Troubetzkoy, 1895[2], conservato presso i Musei Civici di Arte e Storia di Brescia.
- Monumento a Paolo Gorini (1899) in Piazza Ospitale a Lodi
- Edicola Pierd’Houy (1902) - Cimitero Monumentale di Milano

## Premi
Nel 1879 vinse il Premio Fondazione Canonica con l'opera "la madre fiorentina che salva il suo bambino da un leone".
Vinse numerosi altri concorsi tra cui quello un monumento a Re Vittorio Emanuele da erigersi a Milano.